# Mesochorus daedalus
Mesochorus daedalus är en stekelart som beskrevs av Dasch 1974. Mesochorus daedalus ingår i släktet Mesochorus och familjen brokparasitsteklar. Inga underarter finns listade i Catalogue of Life.